# 马穆鲁克

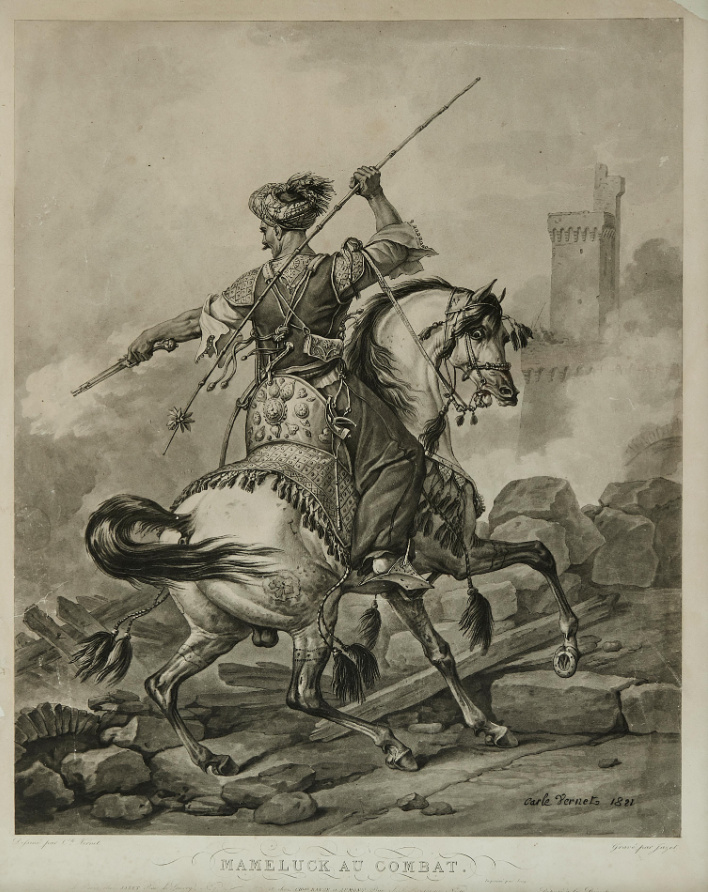
马穆鲁克（1810年）

马穆鲁克（羅馬化：Mam°luwk；复数）是从公元9世纪至16世纪之间服务于阿拉伯哈里发和阿尤布王朝苏丹的奴隶兵。源自軍事奴隸制度（غِلْمَان），但在薩馬拉（Sāmarrā）時期逐漸演化為獨立軍事階層。初期的غِلْمَان缺乏制度化軍事訓練，多依靠中亞高加索地區貴族傳統軍官的階序。後來發展成奧斯曼帝國的揀選制（devşirme）與親衛軍（janissary）。
自阿拔斯復歸巴格達後，馬穆魯克的選訓體系與主僕依附關係日益制度化，最終形成集軍事、社會與政治影響力於一身的特殊軍官集團。近代車臣共和國跟喬治亞兩國，開始出現將馬穆魯克納入民族榮耀史的趨勢。

## 起源
最早的马穆鲁克服务于公元9世纪阿拔斯王朝的巴格达。他们来自于中亚地区和黑海北部。当时那裡有各种游牧民族，主要以阿尔泰语系草原游牧民族为主的突厥人，蒙古人为主要来源。大多数游牧民族起初都不是穆斯林教徒。
马穆鲁克大多是由奴隶贩子收买并贩卖到中东地区的。他们因为没有任何政治背景而受到哈里发们的青睐。中东当地的军人大多忠诚于当地的酋长和大家族，而不是哈里发。马穆鲁克由于身份低微，拥有对哈里发个人很高的忠诚度。同时，他们从小培养成为职业军人，有吃苦耐劳的精神和游牧民族优良的骑术和战斗技能，一旦叛乱发生，马穆鲁克往往成为平定叛乱的得力工具。马穆鲁克也经常被作为雇佣军使用。

## 歷史
從十字軍東征時代到拿破崙戰爭以前，马穆鲁克职业军团是一群令人聞風喪膽的軍隊，他們骑术娴熟，训练有素，機動性高，作战勇敢。不過，隨著火槍的發明，那些欽察奴隸兵也漸漸潰敗，更於拿破崙戰爭後銷聲匿跡。

### 緣起
自從回教世界統治了阿拉伯半島、伊朗高原和北非之後，當地的君主和領主紛紛从中亚草原地区买来或招募一群驍勇善戰的游牧民族騎士，君主和領主會以俸祿支付作為薪資，并进行正规军事训练后，组成自己的军团，因此他們即忠於他們的主人。他們基本的装备，配有一把短彎刀（SCIMITAR）和圓形盾牌，後期有佩帶手槍。

### 軍制
軍隊調度以同營者為單位，形成「同門」（khushdāshiyya），透過戰功與主僕網絡可晉升至將軍、總督、甚至蘇丹，成為地方貴族（Amirs）亦可養軍。
- 哈利基（khāṣṣakiyya）：蘇丹近衛隊與最精銳的親兵。
- 巴林馬穆魯克（Baḥrī）與布爾吉馬穆魯克（Burjī）：分別源於拜巴爾斯與後來的徹克馬（Circassian）派系，這是蘇丹軍的主力。
- 塔巴卡（ṭabaqa）：軍士分層，依戰功與忠誠度晉升，從小隊長（amīr 'ashara）到百人長（amīr mi'a），再到高級指揮官（amīr kabīr）。
- 阿赫達斯（ahdāth）：城市民兵。
- 哈瓦西（ḥawāshī）與馬格里布傭兵、庫爾德部族騎兵等非正規部隊。

## 馬穆魯克國家
這種制度被多個伊斯蘭政權繼承與本土化，包括：
- 加茲尼王朝（977–1186）
- 花剌子模王朝（1077–1231）
- 德里的庫特布沙希王朝（1206–1290）
- 開羅的馬穆魯克蘇丹國（1250–1517）
- 巴格達與摩蘇爾地區的伊兒汗後裔軍官集團
- 埃及的巴赫里王朝（1250–1382）：多為欽察與突厥系草原人，突厥語為軍中語言
- 埃及的布尔吉王朝（1382–1517）：多為徹克馬與高加索人（包括喬治亞人、阿布哈茲人、車臣人）
- 18–19世紀伊拉克的地方馬穆魯克政權（如巴格達的Ḥasan Pasha家族）

### 權力來源
十一世紀的十字軍東征，由於阿拉伯奴隸兵無法對付突如其來的攻勢，基督徒很快的便佔領聖地耶路撒冷，但隨著突尼斯戰役的結束，十字軍東征告尾聲，阿拉伯奴隸兵團也更加強大，使基督徒不再進攻聖地。
- 擊退外敵的軍功（如對抗法王路易九世、蒙古伊兒汗）
- 舊王朝的聯姻或合法性轉移（阿拔斯哈里發）
- 軍團內部的認可與支持網絡（非血緣、非選舉）

### 奥斯曼帝國的統治
1517年黎雅比亞戰役，馬穆魯克敗於鄂圖曼帝國的軍火器體制被納入管理。在埃及與敘利亞仍保有地方軍政實權，成為鄂圖曼下的「次級貴族階級」，奴隸兵在北非的征戰上發揮作用，1805年穆罕默德·阿里帕夏擊敗了許多馬木路克的舊部，後來在1811年，設宴屠殺馬穆魯克軍官五百餘人，馬穆魯克作為埃及地區獨立軍政階層正式終結。

### 拿破崙戰爭
拿破崙在結束義大利戰役之後為了切斷英國對於印度的經濟命脈，決定遠征埃及，這次拿破崙在金字塔戰役和到敘利亞的遠征中，成功打敗阿拉伯奴隸兵，拿破崙使用了整個師的兵力組成方陣再以大砲加以掩護，甚至曾在某次遭遇戰中打敗了七倍於己的兵力，但隨著土耳其的參戰和英國海軍在尼羅河口的勝利，法國對埃及的統治也因為未能攻克雅克城以及法國在歐洲主戰場的嚴峻形勢而結束，但阿拉伯奴隸兵並未銷聲匿跡。拿破崙著名的禁衛軍中，就有一支是由阿拉伯奴隸兵所組成的。

## 電腦遊戲

### 世紀帝國
和，皆有馬木留克的出現，在中文版的遊戲中被重新命名為「阿拉伯奴隸兵」。世紀帝國II，阿拉伯奴隸兵是薩拉森種族的特殊單位，在城堡時代中的城堡中訓練，屬於騎兵系的遠距反騎兵單位，騎著駱駝，以丟彎刀攻擊，可升級成精銳阿拉伯奴隸兵。世紀帝國III，阿拉伯奴隸兵則是以傭兵的身分在遊戲中，只有英國、法國、西班牙、葡萄牙、德國、人，在要塞時代能運送阿拉伯奴隸兵，但是他們佔很多人口數，高達四個。本身使用彎刀攻擊，而且騎著馬匹，生命值高。

### 王國的興起
王國的興起中的阿拉伯奴隸兵則是埃及火藥時代的特殊單位，他們騎著馬，雙手皆有持槍，是由古典時代的雙輪戰車和中世紀的重裝雙輪戰車升級而成，可以在啟蒙時代改良成為皇室阿拉伯奴隸兵

### 骑马与砍杀
骑马与砍杀：战团中马木路克作为萨兰德苏丹国骑兵的最高阶兵种出现，中文版译名为“萨兰德马穆鲁克”。
騎馬與砍殺：領主之旗中馬木魯克騎兵是阿塞萊蘇丹國的頂級平民騎兵。定位為重甲騎射手，裝備馬刀，盾牌以及弓箭。有較高的熟練度。

## 参見
- 馬木留克蘇丹國
- 萨卡里巴

## 延伸閱讀
- Janet L. Abu-Lughod. . Oxford University Press US. 1 February 1991. ISBN 978-0-19-506774-3.
- A. Allouche: Mamluk Economics: A Study and Translation of Al-Maqrizi's Ighathat. Salt Lake City, 1994
- Reuven Amitai-Preiss. . Cambridge University Press. 1995  [20 June 2011]. ISBN 978-0-521-46226-6. （原始内容存档于2012-05-09）.
- Matthew Gordon, "The Breaking of a Thousand Swords: A History of the Turkish Military of Samarra (200-275 Ah/815-889 Ce)", SUNY Press, 2001.
- Ulrich Haarmann: Das Herrschaftssystem der Mamluken, in: Halm / Haarmann (Hrsg.): Geschichte der arabischen Welt. C.H. Beck (2004), ISBN 3-406-47486-1
- E. de la Vaissière, Samarcande et Samarra. Elites d'Asie centrale dans l'empire Abbasside, Peeters, 2007 Peeters-leuven.be （页面存档备份，存于） （法文）
- James Waterson, "The Mamluks" (History Today March 2006)
- Thomas Philipp, Ulrich Haarmann. . Cambridge University Press. 1998  [2016-04-14]. （原始内容存档于2015-09-06）.